# Instytut Informacji Naukowej i Bibliotekoznawstwa Uniwersytetu Marii Curie-Skłodowskiej
Instytut Informacji Naukowej i  Bibliotekoznawstwa Uniwersytetu Marii Curie-Skłodowskiej – Jednostka dydaktyczno-naukowa znajdująca się w strukturach Wydziału Humanistycznego Uniwersytetu Marii Curie-Skłodowskiej w Lublinie.

## Historia
Instytut od 2003 roku funkcjonuje na Wydziale Humanistycznym. Wcześniej jako Instytut Bibliotekoznawstwa i Informacji naukowej, który został wyselekcjonowany z Zakładu Nauk Pomocniczych Historii i Bibliotekoznawstwa. Kadra placówki została utworzona dzięki pracownikom związanym z informacją naukową i bibliotekoznawstwem.
Studia zostały otwarte w 1974 roku najpierw w trybie zaocznym, a następnie stacjonarnym. Funkcję dyrektora od samego początku istnienia instytutu sprawuje prof. dr hab. Maria Juda, a jej zastępczynią od 2009 r. jest dr Anita Has-Tokarz. Od 1 lipca 2014 roku rektor uniwersytetu prof. nadzw. UMCS dr hab. Stanisław Michałowski zarządził zmianę nazwy a Instytut Informacji Naukowej i  Bibliotekoznawstwa.

## Władze Instytutu Informacji Naukowej i  Bibliotekoznawstwa
- Prof. dr hab. Maria Juda – dyrektor
- Dr Anita Has-Tokarz – zastępca  dyrektora

## Struktura i pracownicy Instytutu Informacji Naukowej i  Bibliotekoznawstwa
Zakład Informatologii
- prof. nadzw. UMCS dr hab. Zbigniew Osiński – kierownik
- dr Sebastian Kotuła
- dr Renata Malesa
- mgr Regina Janiak
- mgr Lidia Jarska
- mgr Kamil Stępień

Zakład Kultury Informacyjnej i Czytelnictwa
- prof. nadzw. UMCS dr hab. Bożena Rejak
- dr hab. Anna Dymmel – kierownik
- dr Anita Has-Tokarz
- mgr Agnieszka Kida-Bosek

Zakład Kultury Książki i Nauk Pomocniczych Bibliologii
- prof. dr hab. Maria Juda – kierownik
- prof. dr hab. Jarosław Włodarczyk
- dr Alicja Matczuk
- dr Grażyna Piechota
- dr Artur Znajomski
- mgr Helena Choraczyńska
- mgr Zuzanna Czerniak[1].

## Badania naukowe
Działalność badawcza instytutu skupia się na trzech grupach zagadnień:
- bibliografia-jej aspekt historyczny, teoretyczny i praktyczny, jak również rola jaką odgrywa ona w kontekście naukowym;
- kultura piśmiennicza polskiego średniowiecza,  książka drukowana, jej miejscu w społeczeństwie XV–XVIII w., a także jej obieg w okresie XVI–XVIII w.;
- edytorstwo, zarówno tym naukowe jak i techniczne, podstawy redagowania książki i innych form przekazu.

Poza tym pracownicy instytutu zajmują się szeroko pojętą problematyką informacji: społeczeństwo informacyjne, działalność informacyjna bibliotek, komunikacja społeczna, funkcjonowanie mediatek  i infocentrów, cyfrowe zasoby informacyjne. Istotne są także badania poświęcone zagadnieniom języka kultury i mediów,  czytelnictwu, roli książek i bibliotek w systemie kultury, zmianom kulturowym, a współczesny system wartości, kultura Polski i jej miejsce w dziedzictwie człowieka, historia i rozwój dzisiejszej nauki.

## Oferta edukacyjna
Instytut prowadzi działalność dydaktyczną  na poziomie studiów I i II stopnia w trybie stacjonarnym, a także studia podyplomowe w trybie zaocznym:
Studia stacjonarne I stopnia Informacja w e-społeczeństwie, specjalizacje:
- Informacja w administracji i gospodarce
- Informacja w kulturze i mediach
- Informacja w nauce i edukacji

Absolwent może pracować  m.in. w urzędach administracji publicznej, organizacjach społeczno-politycznych, a także w instytucjach zajmujących się planowaniem i realizacją polityki informacyjnej, zdobywaniem, przetwarzaniem i organizacją informacji elektronicznej.
Studia stacjonarne I stopnia Informatologia stosowana, specjalizacje:
- Zarządzanie na rynku wydawniczo – księgarskim
- Zarządzanie zasobami prasowymi
- Zarządzanie w placówkach informacyjnych

Absolwent może podjąć pracę w przedsiębiorstwach związanych m.in. z biznesem, edukacją komunikacją publiczną, kulturą, nauką, które zajmują się gromadzeniem, opracowaniem oraz udostępnianiem zasobów informacyjnych.
Studia stacjonarne II stopnia Informatologia stosowana, specjalizacje:
- Bibliologiczne dziedzictwo kulturowe
- Cyfrowe zasoby informacji
- Zarządzanie zasobami informacyjnymi w instytucji publicznej

Absolwent  jest przygotowany do pracy w instytucjach gromadzących i przetwarzających informację gospodarczą. Może zarządzać działalnością placówek archiwalnych, informacyjnych, księgarskich oraz wydawniczych.  Ma uprawnienia do realizacji polityki informacyjnej w zakresie dziedzinowym i terytorialnym, prowadzenia przedsięwzięć związanych z informacją elektroniczną, a także rozpoczęcia badań naukowych w dziedzinie informatologii i bibliologii.
Studia podyplomowe:
- Studia kwalifikacyjne w zakresie Informacji naukowej i bibliotekoznawstwa
- Tworzenie kolekcji cyfrowych
- Nowe technologie dla kultury i administracji
- Nowe technologie w warsztacie pracy nauczyciela[3].

## Koła naukowe
W instytucie działają dwa koła naukowe:
Koło Naukowe Infobrokeringu i Nowych Technologii "InfoHunters"- opiekunem koła jest mgr Lidia Jarska. Zrzesza ono studentów interesujących się infobrokeringiem i nowoczesnymi technologiami.  Cele koła to przede wszystkim:
- rozwój wiedzy i zainteresowań studentów z zakresu informacji w e-społeczeństwie,
- promocja działalności naukowej i oferty edukacyjnej zarówno Wydziału Humanistycznego jak i samego instytutu,
- prowadzenie badań i uczestniczenie w akcjach związanych z infobrokeringiem
- popularyzowanie idei społeczeństwa informacyjnego, korzystania z nowoczesnych usług i technologii,
- zachęcanie środowiska studenckiego do podejmowania działań naukowo-społecznych,
- wspieranie członków koła w ich rozwoju i działalności naukowej,
- wspieranie wszelkich inicjatyw przyczyniających się do rozwoju i promocji społeczeństwa  informacji i wiedzy[4].

Studenckie Koło Informacji Naukowej "Palimpsest"-  działa od 6 listopada 2009 r., powstało z inicjatywy dr Piotra Tafiłowskiego, który jest jego opiekunem
Cele:
- samokształcenie członków koła,
- promowanie czytelnictwa w społeczeństwie
- integracja i zachęcanie do aktywnej działalności innych studentów,
- prowadzenie działalności naukowej,
- rozwój zainteresowań kulturalno- naukowych, a także promocja wiedzy u studentów,
- pomoc w rozwiązywaniu problemów dla studentów informacji naukowej i bibliotekoznawstwa[6], które pojawiają  się w czasie toku studiów
- udział w działalności naukowej Instytutu Informacji Naukowej i  Bibliotekoznawstwa .

Koło posiada swoją stronę Internetową, a także prowadzi swój blog.

## Projekty badawcze
Aktualnie realizowany  projekt to Mechanizmy kształtowania i ewolucji indywidualnej przestrzeni informacyjnej w naukach humanistycznych. Jego celem jest określenie cech przestrzeni informacyjnej w jakiej pracują naukowcy, wyjaśnienie jej kształtowania i rozwoju, a także skonstruowanie narzędzia naukowego pozwalającego na jej badanie.
Dawna Książka na Facebooku – Instytut  Informacji Naukowej i  Bibliotekoznawstwa stworzył profil „Książka rękopiśmienna, inkunabuł, starodruk” na temat dawnej książki. Treść jest skierowana głównie do bibliofilów, bibliologów, historyków sztuki i miłośników piękna starej książki. Umieszczane są tam informacje o działalności naukowej związanej z dawną książką (wystawy, konferencje, sympozja), a także o krajowych i zagranicznych zbiorach specjalnych oraz kolekcjach cyfrowych.
Projekt digitalizacji książek dla dzieci i młodzieży z okresu PRL- Instytut Informacji Naukowej i  Bibliotekoznawstwa we współpracy z Miejską Biblioteką Publiczną im. Hieronima Łopacińskiego w Lublinie prowadzi digitalizację książek dla dzieci z lat 50 i 60 XX w. gromadzonej przez Ośrodek Książki Obrazkowej.

## Konferencje
V edycja konferencji naukowej "Zarządzanie informacją w nauce"- zorganizowana przez  Polskie Towarzystwo Informacji Naukowej, Instytut Bibliotekoznawstwa i Informacji Naukowej Uniwersytetu Śląskiego i Instytut Informacji Naukowej i Bibliotekoznawstwa Uniwersytetu Jagiellońskiego.  Tematyka konferencji dotyczyła roli informacji w nauce m.in. dostępu do prac naukowych, eksperymentów w komunikacji naukowej, cyfrowych bibliotek, repozytoriów i infrastruktury, a także sposobów ochrony informacji  naukowej.
Biblioteka, Książka, Informacja i Internet 2014 – organizatorem konferencji jest Instytut Informacji Naukowej i  Bibliotekoznawstwa Uniwersytetu Marii Curie-Skłodowskiej, organizowanej co 2 lata.  Tematyka  dotyczyła m.in.  ogólnego rozwoju humanistyki, roli repozytoriów i specjalistycznych portali w prowadzeniu badań naukowych. Także szeroko pojęta rola książki elektronicznej w systemie informacyjno-bibliotecznym uczelni wyższej, biblioteki cyfrowe, kolekcje cyfrowe dla dzieci i młodzieży wykorzystywane do edukacji informacyjnej.  Poruszono także kwestie komunikacji współczesnych mediów  i kształcenia w dziedzinie informatologii i bibliologii, dostępu do zasobów cyfrowych, a także publikowania w serwisach dziennikarstwa obywatelskiego.
XII Międzynarodowa Konferencja Naukowa "Kraków-Lwów: książki, czasopisma, biblioteki XIX–XX wieku" – konferencja  zorganizowana przez Instytut Informacji Naukowej i Bibliotekoznawstwa Uniwersytetu Pedagogicznego w Krakowie. Problematyka dotyczyła  dziejów książki, prasy, bibliotek i ruchu wydawniczego na terenie dwóch największych ośrodków kulturalnych: Krakowa i Lwowa w XIX i XX w.